# هوموود هیلتون
هوموود هیلتون (انگلیسی: Homewood Hilton) شرکت مهمان‌نوازی آمریکایی است، که در سال ۱۹۸۹ تأسیس شد.